# 严光 (少将)
严光（1915年—2002年），中国人民解放军将领、中国人民解放军开国少将。
曾任安徽军区副司令员兼参谋长。1955年，授予中国人民解放军少将。